# Acizzia lidgetti
Acizzia lidgetti är en insektsart som först beskrevs av William Miles Maskell 1898.  Acizzia lidgetti ingår i släktet Acizzia och familjen rundbladloppor. Inga underarter finns listade i Catalogue of Life.